# Nokia Asha 205
Il Nokia Asha 205 è un feature phone con tastiera QWERTY annunciato e prodotto da Nokia da novembre 2012, insieme all'Asha 206 con prezzi a partire dai 62 dollari.

## Caratteristiche tecniche
Il dispositivo è dotato di uno schermo da 2,4 pollici con risoluzione 320 x 240 pixel e form factor 4:3 e di una tastiera full QWERTY con i numeri in seconda funzione e due tasti scorciatoia ai lati del pad centrale a 4 direzioni, uno dedicato alla posta elettronica e uno dedicato a Facebook, per il veloce accesso al celebre social network.
Ha il browser con supporto WAP 2.0/xHTML, HTML, Adobe Flash Lite, a cui si può accedere grazie alla connettività 2G GPRS/EDGE (velocità massima di 236.8 kbps). Sono presenti infine il Bluetooth 2.1 con SLAM ed EDR e la radio FM con RDS, mentre è assente il Wi-Fi, il GPS e l'NFC.
La memoria interna è di soli 64 MB, ma è espandibile con MicroSD fino a 32 GB.
C'è un'unica fotocamera VGA (0,3 megapixel) con registrazione video QCIF@10fps.